# バスケットボールフィリピン代表
バスケットボールフィリピン代表は、フィリピンにおけるバスケットボールのナショナルチームである。愛称はギラス・フィリピナス（Gilas Pilipinas）。現在はSBPによって組織されている。

## 歴史
アジアではいち早くプロリーグを立ち上げたこともあってか、アジア選手権では、第1回を始め通算5回（中国に次いで2位）の優勝を誇る。また、1954年世界選手権でアジア歴代最高位となる3位に輝く。アジア選手権最後の優勝は1985年で、翌年の世界選手権予選も兼ねた大会であったが、エドゥサ革命のため世界選手権は辞退した。
1990年のアジア大会ではフィリピン・バスケットボール・アソシエーション（PBA）の選手による「フィリピン・ドリームチーム」を結成したが、決勝で中国に敗れている。
しかし近年はアジアにおける競争が激化し、加えて国際大会から締め出しを受け成績も伸び悩んでいる。
なお、現在アジア大会に参加するチームはPBAの選手によって構成され、アジア選手権はリーガ・フィリピナス（LP）の選手が中心となっている。

### 国際舞台からの締め出しと新組織
フィリピンの国内バスケはこれまでフィリピンバスケット協会（BAP）が統括していた。
2005年にナショナルチームの招集を巡り、PBAを始めとする各連盟間の対立が激しくなった。そのためフィリピンオリンピック委員会（POC）から資格停止を受けた。
その後新団体としてフィリピンバスケットボール連盟（SBP）を発足しFIBA加盟へ動いたが認められず。7月よりFIBAから資格停止となった。
その間、自国開催の東南アジア競技大会が行われていたが、バスケットボール競技は開催されず。
2007年、BAPとPBが統合。新団体SBPが誕生し、国際舞台に復帰。アジア選手権では主力不在の中国に勝利し9位で終えた。
2013年、自国開催のアジア選手権で準優勝を決め、1978年以来36年ぶりのワールドカップ（旧世界選手権）出場を果たした。
2014年FIBAバスケットボール・ワールドカップではグループリーグのセネガル戦で延長戦の末勝利し、1勝4敗の21位という結果に終わった。ワールドカップ終了後に開催されたアジア大会は7位という成績だった。
2015年バスケットボール男子アジア選手権では、二次ラウンドで日本に勝利するなど4勝1敗の成績でグループ首位で突破し、ファイナルラウンドの準決勝でも再び日本を撃破するなど、中国との決勝戦に進出したが敗れ、準優勝という結果に終わった。
2016年、地元マニラで行われたリオデジャネイロオリンピック予選に出場。グループリーグでフランスとニュージーランドに敗れ本大会出場を逃した。
2017年FIBA男子アジアカップでは、グループリーグを首位で通過し、レギュレーションにより決勝トーナメントは自動的にクォーターファイナルからの出場となったが、韓国に86-118で敗れ三大会連続の決勝進出を逃した。
2018年アジア大会は5位という成績だった。
2019年FIBAバスケットボール・ワールドカップ予選では、1次ラウンドで日本相手に連勝したもの、最終戦のオーストラリア戦で乱闘が発生し、FIBAからの処分の結果、多くの主力選手を出場停止で欠いた2次ラウンドでは通算3勝4敗という結果も、総合成績により予選突破となった。ワールドカップ本大会では、グループステージと順位決定戦の全ての試合で敗れた。
2021年、ニュージーランドの出場辞退により、ベオグラードで開催される東京オリンピック予選に繰り上げ出場となった。カイ・ソットを中心とする若手中心のロスター編成で臨んだものの、グループリーグでセルビアとドミニカ共和国に敗れ本大会を逃した。
2022年FIBAアジアカップではBリーグでプレーしているキーファー・ラベナ、サーディ・ラベナ、レイ・パークスジュニアを中心としたロスター編成で臨んだが、グループステージではレバノンとニュージーランドに破れるなど苦しい戦いが続き、決勝ラウンド1回戦では長年相性の良かった日本代表相手にも敗北している。
自国開催となった2023年FIBAバスケットボール・ワールドカップでは、ジョーダン・クラークソンが出場するも、1勝4敗(中国代表相手に勝利)の成績でパリオリンピック予選に回ることになった。ワールドカップ終了後に開催されたアジア大会では、決勝でヨルダン相手に勝利し金メダル。
2024年に開催されたオリンピック予選では、ラトビア相手に勝利する。続くジョージア戦は1点差で敗れるも、得失点差により2位でグループステージ突破を決めたが、この試合でカイ・ソットが負傷した。決勝トーナメントの準決勝ではブラジルと対戦したが、71-60で敗れオリンピック出場とはならなかった。
2025年FIBAアジアカップでは、グループステージでチャイニーズ・タイペイ、ニュージーランドに敗れるもイラク相手に勝利し準々決勝進出決定戦に回る。準々決勝進出決定戦ではサウジアラビア相手にオーバータイムの末勝利しベスト8進出を決めた。準々決勝ではオーストラリア相手に60-84で敗れた。

## 主な成績

### 夏季オリンピック

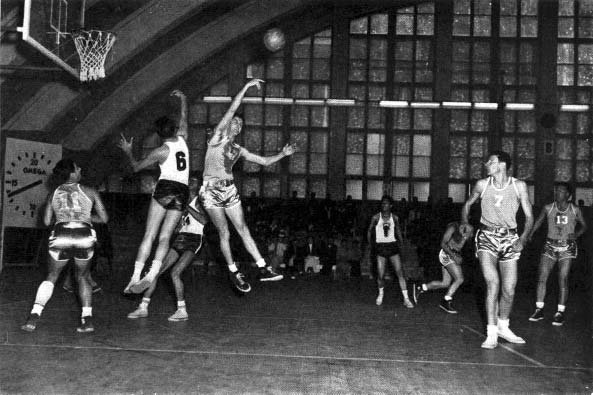
フィリピン対アルゼンチン、メルボルンオリンピック

- 1936年 － 5位
- 1948年 － 12位
- 1952年 － 9～16位
- 1956年 － 7位
- 1960年 － 11位
- 1968年 － 13位
- 1972年 － 13位

### ワールドカップ（旧世界選手権）

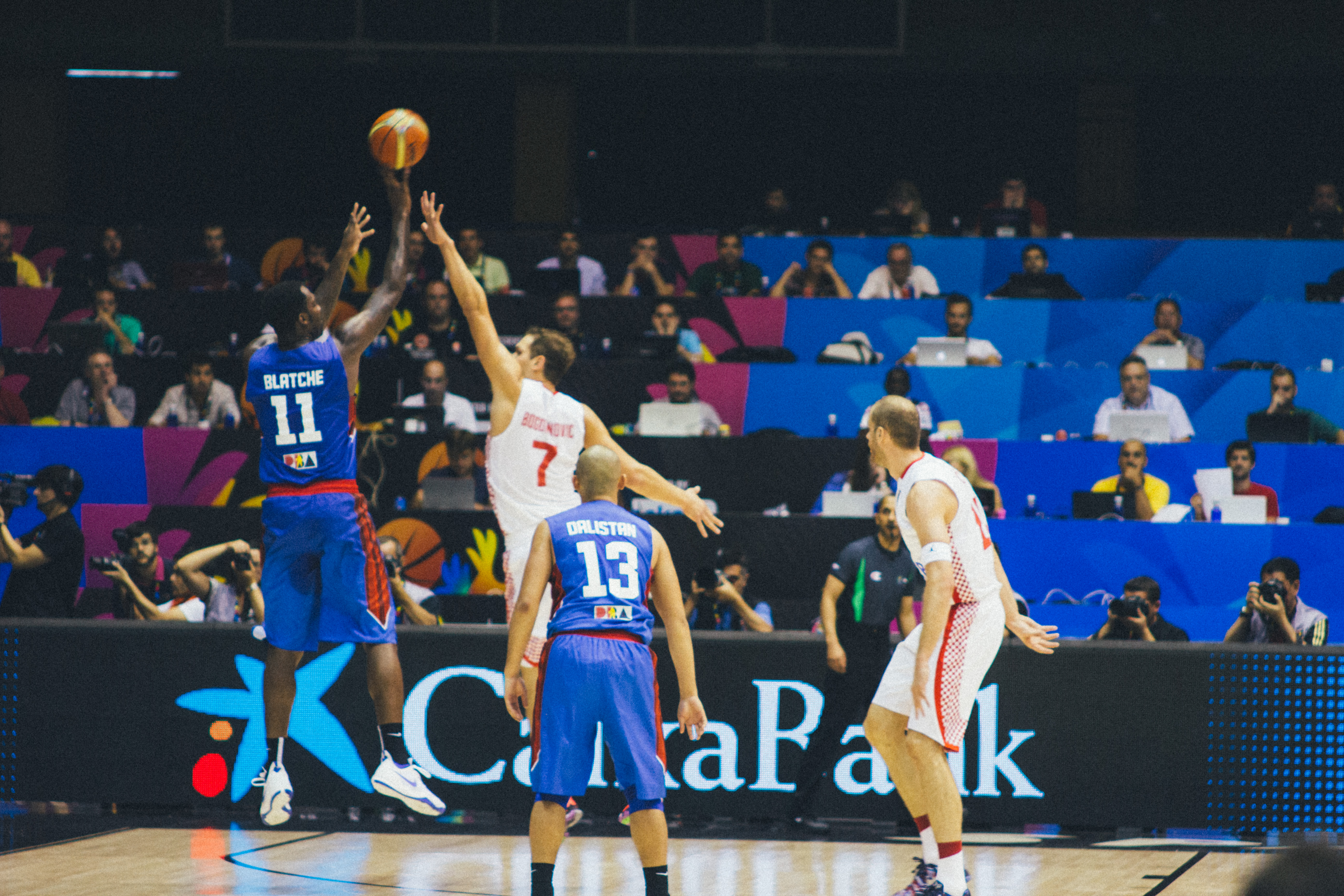
フィリピン対クロアチア、2014年ワールドカップ

- 1954年 － 3位
- 1959年 － 8位
- 1974年 － 13位
- 1978年 － 8位
- 2014年 － 21位
- 2019年 － 32位

### アジア選手権
- 1960年 － 優勝
- 1963年 － 優勝
- 1965年 － 準優勝
- 1967年 － 優勝
- 1969年 － 3位
- 1971年 － 準優勝
- 1973年 － 優勝
- 1975年 － 5位
- 1977年 － 5位
- 1979年 － 4位

- 1981年 － 4位
- 1983年 － 9位
- 1985年 － 優勝
- 1987年 － 4位
- 1989年 － 8位
- 1991年 － 7位
- 1993年 － 11位
- 1995年 － 12位
- 1997年 － 9位
- 1999年 － 11位

- 2001年 － 不参加（資格停止）
- 2003年 － 15位
- 2005年 － 不参加（資格停止）
- 2007年 － 9位
- 2009年 － 8位
- 2011年 － 4位
- 2013年 － 準優勝
- 2015年 － 準優勝
- 2017年 － 7位

### 極東選手権
- 1913年 － 優勝
- 1915年 － 優勝
- 1917年 － 優勝
- 1919年 － 優勝
- 1921年 － 準優勝
- 1923年 － 優勝
- 1925年 － 優勝
- 1927年 － 優勝
- 1930年 － 優勝
- 1934年 － 優勝

### アジア大会
- 1951年 － 優勝
- 1954年 － 優勝
- 1958年 － 優勝
- 1962年 － 優勝
- 1966年 － 6位
- 1970年 － 5位
- 1974年 － 4位
- 1978年 － 5位
- 1982年 － 4位
- 1986年 － 3位

- 1990年 － 3位
- 1994年 － 4位
- 1998年 － 3位
- 2002年 － 4位
- 2006年 － 不参加（資格停止）
- 2010年 － 6位
- 2014年 - 7位

## 現在の代表選手
2025年FIBAアジアカップでのロスター
- クリス・ニューサム
- スコッティ・トンプソン
- ジェイミー・マロンゾ
- ジューン・マー・ファヤルド
- ＣＪ・ペレス
- カルヴィン・オフタナ
- ドワイト・ラモス
- ジャペ・アギラー
- ケビン・キャンバオ
- ジャスティン・ブラウンリー
- カール・タマヨ
- エージェー・エドゥ

## 主な歴代選手
- カルロス・ロイザガ
- アラン・カイディック
- ジョーダン・クラークソン
- アンドレイ・ブラッチ
- ドワイト・ラモス
- キーファー・ラベナ
- サーディ・ラベナ
- コービー・パラス
- カイ・ソット
- ジャスティン・バルタザール
- マシュー・ライト
- レイ・パークスジュニア